# بيبو بودو
بيبو بودو (بالإيطالية: Pippo Baudo) (7 يونيو 1936 – 16 أغسطس 2025) إذاعي ومقدم تلفزيوني وشاعر غنائي من إيطاليا. من مواليد 7 يونيو سنة 1936 في ميليتيلو في فال دي كاتانيا. درس في جامعة كاتانيا. نال وسام استحقاق الجمهورية الإيطالية.